# 이강윤
이강윤(李康潤, 1963년 ~ )은 대한민국의 시사평론가이다. 연세대학교를 졸업한 후 1988년 중앙일보에 입사하면서 언론계에 발을 디뎠다. 이후 동아일보, 국민일보, 문화일보 등에서 기자로서 일했고 2014년부터 국민라디오 <이강윤의 오늘>을 진행하였다.

## 학력
- 연세대학교 사학과

## 경력
- 1988년 ~ : 중앙일보 기자
- 동아일보 기자
- 국민일보 기자
- 문화일보 기자
- 2005년 ~ :산업자원부 홍보팀장
- 한국사회여론연구소장

## 저서
- 《뭐, 괜찮은 영화 없을까?》. 책이있는마을. 1998년. ISBN 9788988086193
- 《멈춰버린 시간》. 오래된생각. 2015년. ISBN 9791195282845